# Nesanoplium puberulum
Nesanoplium puberulum är en skalbaggsart som först beskrevs av Edmond Jean-Baptiste Fleutiaux och Sallé 1889.  Nesanoplium puberulum ingår i släktet Nesanoplium och familjen långhorningar.
Artens utbredningsområde är:
- Bahamas.
- Haiti.
- Guadeloupe.
- Dominica.
- Martinique.

Inga underarter finns listade i Catalogue of Life.